# Хухла (рид)
Хухла е нисък и плосък рид в североизточната част на Източните Родопи, част от Хасковската хълмиста област, на територията на Област Хасково.
Разположен е между проломните долини на реките Бисерска и Харманлийска (десни притоци на Марица), които го отделят съответно от възвишението Градище и рида Гората на юг и Хасковската хълмиста област на север и запад. На изток достига до долината на река Марица, а на югозапад чрез ниска 286 м седловина се свързва с рида Чал на Източните Родопи.
Простира се от югозапад на североизток на около 20 км, а максималната му ширина е до 10 км. Орографски е по добре очертан на север към долината на Харманлийска река. Билото му е плоско, обрасло с редки гори и храсти, издигащо се на 250 – 300 м. Най-високата му точка е едноименният връх Хухла (352,8 м), разположен в северната му част, на около 2 км южно от село Брягово. Изграден е от устойчиви гнайси на североизток и неустойчиви плиоценски утайки на югозапад. Реките Бисерска и Харманлийска образуват на юг и на север от него дълбоки епигенетични проломи. Сравнително добре развито селско топанство, слабо животновъдство и дърводобив.
В североизточното подножие на рида е разположен град Харманли, а по склоновете му са наредени още 13 села: Бисер, Брягово, Динево, Елена, Иваново, Криво поле, Любеново, Малък извор, Момино, Надежден, Остър камък, Родопи и Славяново.
През рида и по източното му подножие преминават два пътя от Държавната пътна мрежа:
- По източното му подножие, от Харманли до село Бисер, на протежение от 8,9 км – участък от първокласен път № 8 ГКПП „Калотина“ – София – Пловдив – ГКПП „Капитан Андреево“;
- През източната му част, от Харманли до село Иваново, на протежение от 10,2 км – участък от третокласен път № 808 Харманли – Долни Главанак – Силен.[1]

Успоредно на първокласния път преминава и участък от трасето на жп линията София – Пловдив – Свиленград.
Дълги години ридът Хухла се използва като военен полигон на Българската армия за провеждане на нейните учения.

## Топографска карта
- Лист от карта K-35-76. Мащаб: 1 : 100 000.